# František Franěk
František Franěk (* 10. Februar 1901 in Prag; † 14. November 1973 ebenda) war ein tschechoslowakischer Wasserballspieler.

## Karriere
Franěk nahm 1920 erstmals an Olympischen Spielen teil. In Antwerpen erreichte er mit der tschechoslowakischen Nationalmannschaft den elften Rang. Vier Jahre später folgte seine zweite olympische Teilnahme. Bei den Spielen in Paris wurde er mit der Wasserballmannschaft Sechster. Nach seinem aktiven Karriereende im Jahr 1932 betätigte er sich als Schiedsrichter im Wasserball.